# Musée de Mikhaïlovskoïe

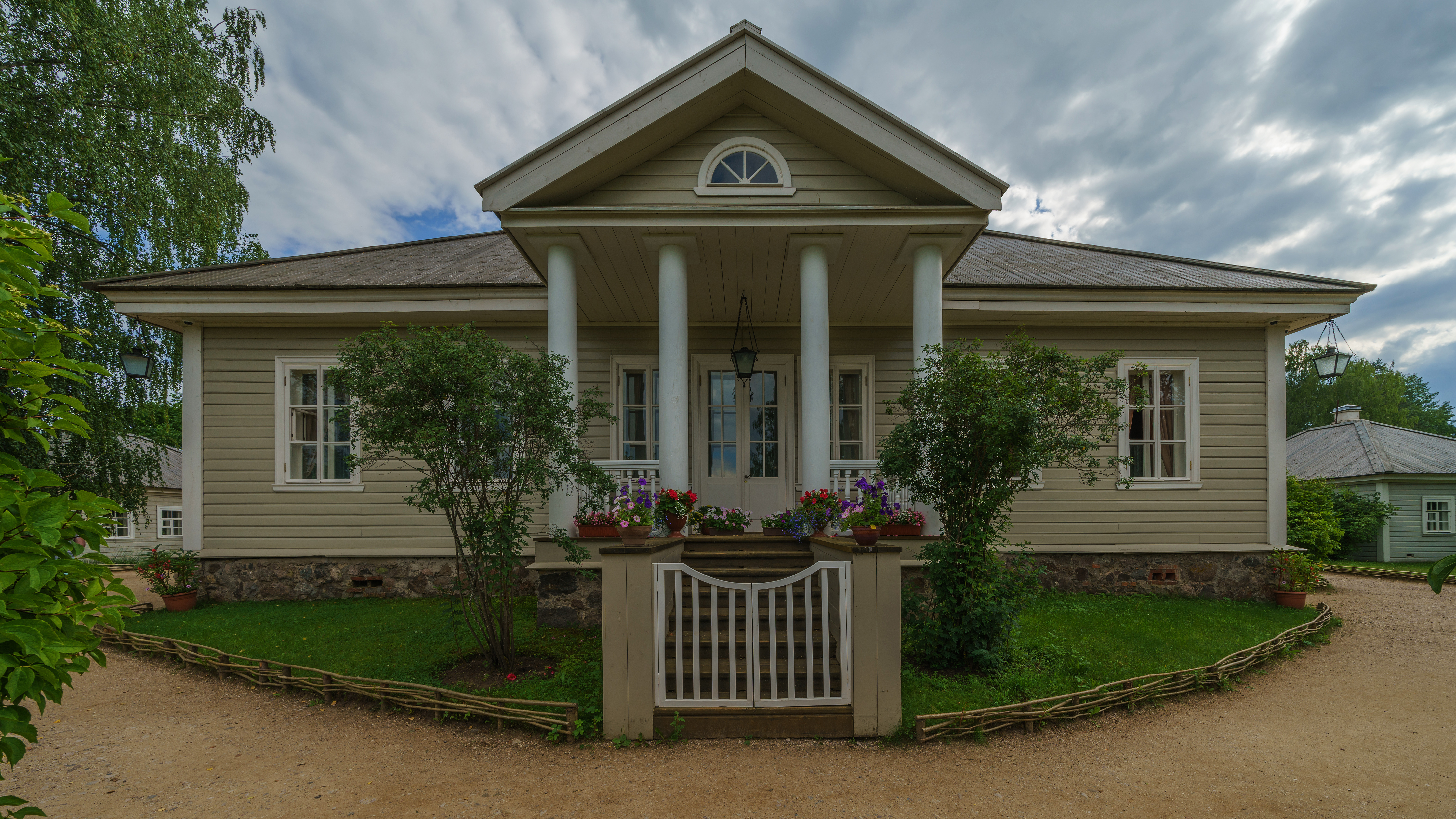
Vue de la demeure de Mikhaïlovskoïe.

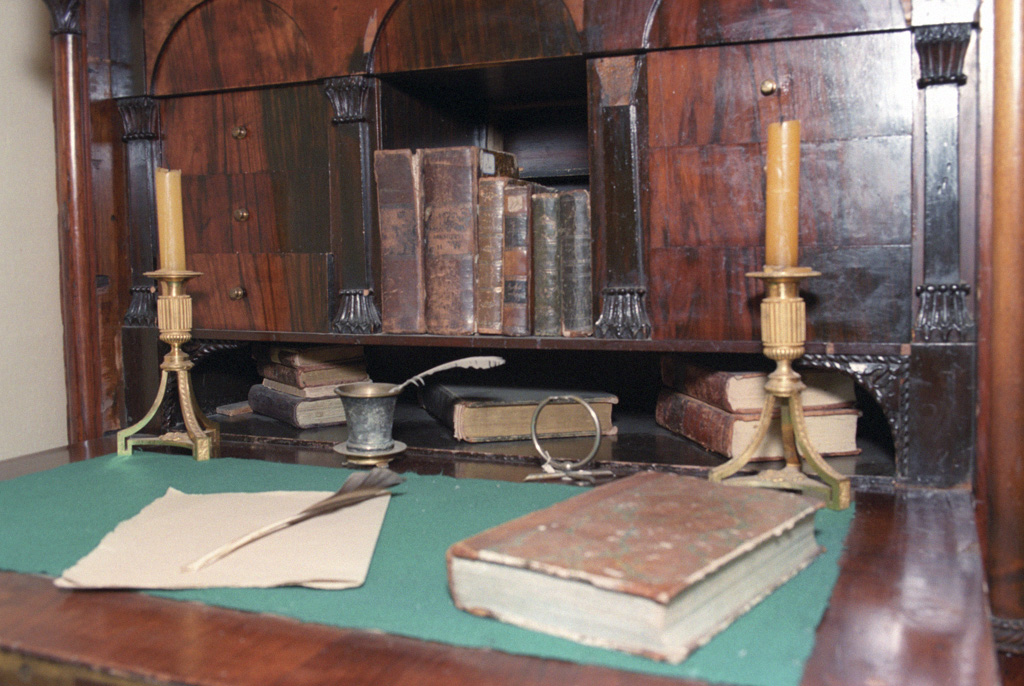
Bureau de l'écrivain.

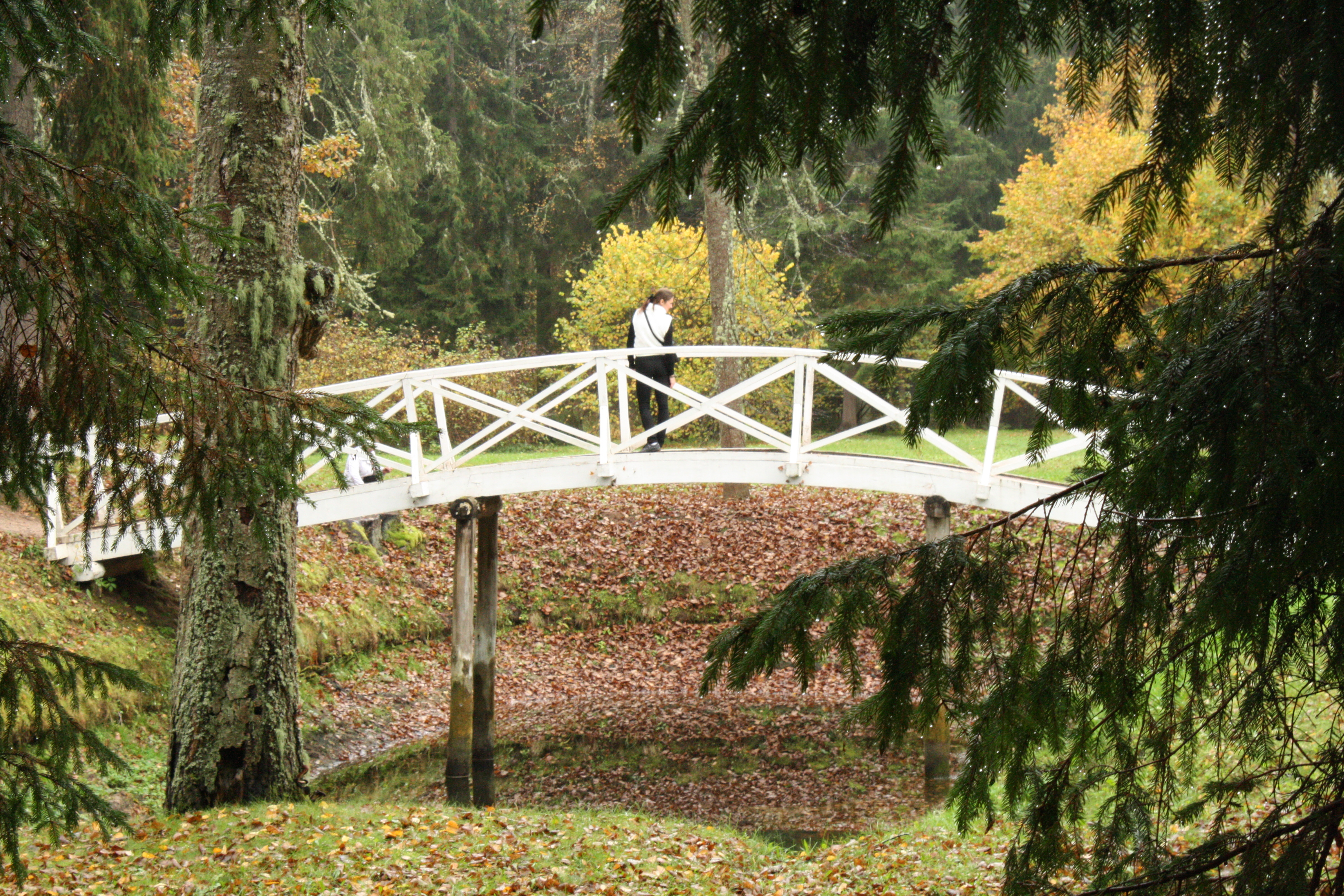
Vue de l'une des passerelles du parc de Mikhaïlovskoïe.

Le musée de Mikhaïlovskoïe, ou musée-réserve mémorial Pouchkine « Mikhaïlovskoïe » (Мемориальный музей-заповедник А. С. Пушкина «Михайловское») est un musée littéraire et une réserve naturelle d'État qui sont situés en Russie dans l'oblast de Pskov. Le musée se trouve autour du noyau de l'ancien domaine familial de l'écrivain Alexandre Pouchkine (1799-1837) à Mikhaïlovskoïe.
Il comprend :
- La sépulture d'Alexandre Pouchkine et la nécropole familiale des Hannibal et des Pouchkine, au monastère Sviatogorski ;
- Les demeures de Mikhaïlovskoïe, de Trigorskoïe et de Petrovskoïe, ainsi que leurs parcs ;
- Les sites archéologiques de Vélié, de Voronitch, de Vriov et de Savkino (au mont Savkina) ;
- Les lacs Belogouli, Vélié, Koutchané, Malenets et Tchiornoïe ;
- Les prés de la rivière Sorot ;
- Le musée du moulin de Bougrovo ;
- Le centre culturel et de recherche de la réserve naturelle Pouchkine, au village de Pouchkinskie Gory ;
- Les domaines voisins de parents et d'amis de Pouchkine: Voskressienskoïe, Goloubovo, Deriglazovo et Lissaïa Gora ;
- La partie historique du village de Vélié (XIVe siècle-XXe siècle)

## Historique
C'est en 1899 que le domaine familial de Pouchkine est acheté par le Trésor aux descendants de l'écrivain. Une maison de retraite pour écrivains âgés est installée en 1911 dans l'ancienne petite demeure de Mikhaïlovskoïe. En février 1918, les maisons seigneuriales de Mikhaïlovskoïe, de Trigorskoïe et de Petrovskoïe sont pillées et incendiées pendant les troubles révolutionnaires. Le 17 mars 1922, Mikhaïlovskoïe et Trigorskoïe, ainsi que la sépulture de Pouchkine sont inscrites par un décret du soviet des commissaires du Peuple comme faisant partie d'une nouvelle réserve protégée. En 1936, y sont inclus Petrovskoïe et les sites archéologiques mentionnés plus haut et en 1937 Mikhaïlovskoïe est ouvert comme musée littéraire et historique pour le centenaire de la mort de l'écrivain.
La réserve souffre de graves dommages pendant la Grande Guerre patriotique et l'ensemble doit être restauré après la guerre, sous la direction du nouveau directeur Semion Geïtchenko (1945-1989). Le monastère de Sviatigorsk et la maison de Mikhaïlovskoïe sont totalement restaurés en 1949 et en 1962, Trigorskoïe. Il faut attendre 1977 pour Petrovskoïe, la demeure des ancêtres Hannibal.
Le monastère de Sviatigorsk est rendu en 1992 à l'Église orthodoxe russe, sauf les sépultures familiales des Pouchkine et des Hannibal. En 1995, le musée est inscrit par un décret de Boris Eltsine à la liste du patrimoine culturel « de tous les peuples de la fédération de Russie ».

## Notes et références

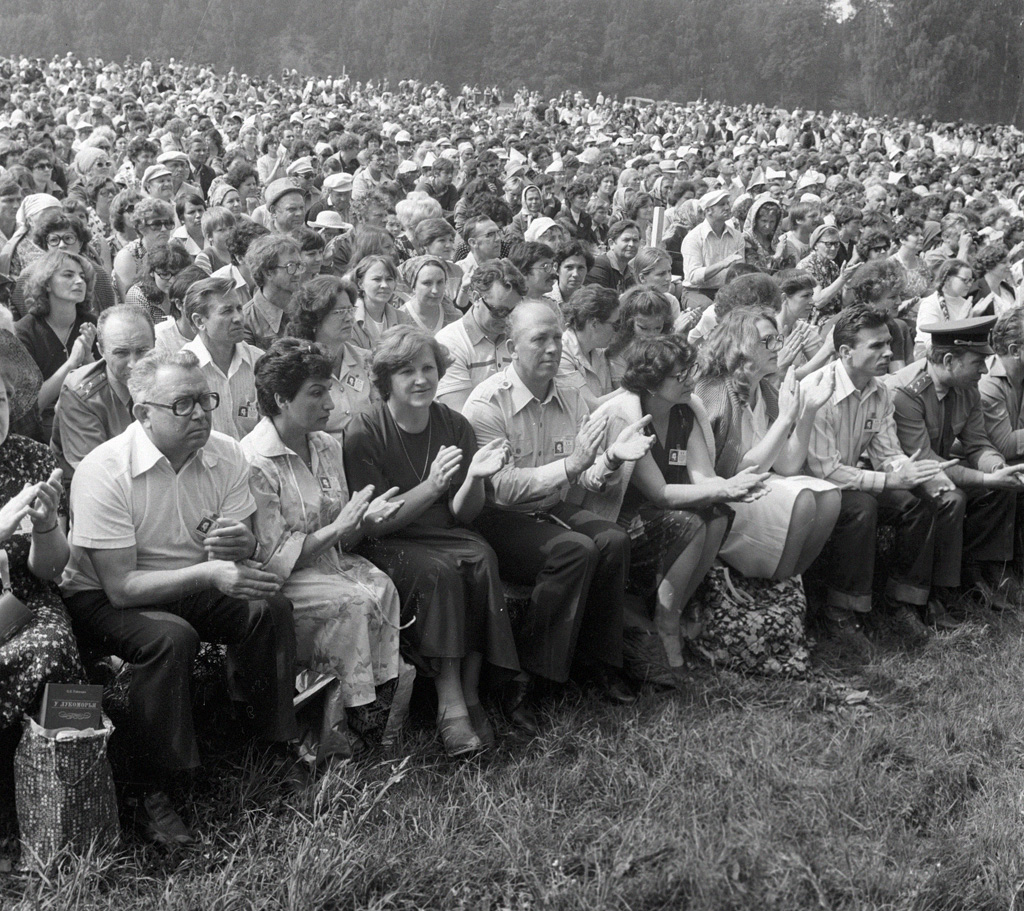
Ouverture du festival des associations pouchkiniennes de poésie de toute l'URSS, le 6 juin 1983 au musée.